# 新町遊廓 (台南市)
新町遊廓（しんまちゆうかく）は、日本統治時代の台湾の台南市新町に存在していた遊廓。1922年に台南州政府が台南市内にある貸座敷（妓院）を集約し、管理の向上と風紀の整頓を図ったことで誕生した。この遊廓区域は第二次世界大戦後も存続し、1980年代の娼妓制度改革まで続いた。新町は現在の中西区康楽街、大智街、大仁街、大勇街の一帯が該当する。

## 歴史
1922年、台南州は台南市の粗糠崎、媽祖港、南勢街などの地域にある貸座敷の営業を廃止し、台南市新町一丁目と二丁目の嘉義街嘉義西門外の地区と、斗六街の斗六地区にのみを、貸座敷の営業区域と定めた（大正11年6月6日台南州令第22号）。これが新町遊廓の歴史の始まりとなった。
新町遊廓は台南運河の南部幹線である汐止橋（現在の保安路と大智街）を境界とし、橋の北側を新町一丁目として日本の内地人や朝鮮人が経営する貸座敷、橋の南側を新町二丁目として主に台湾人が経営する貸座敷とした。
1934年の『台南市商業案内』や1937年の『台南市商工案内』によると、
- 日本内地人の経営貸座敷 - 皆花園、金波樓、明石樓、明月樓、高砂樓、布引樓、豐本、東樓、加賀屋、富士見樓、開門樓、北國樓
- 朝鮮人の経営貸座敷 - 鮮月樓、朝鮮樓
- 台湾本島人（漢人）の経営貸座敷 - 真花園、玩春園、愛月園、樂春樓、小春園、昭和樓、浪花樓、桂花亭、新春閣

となっていた。このうち「真花園」が新町において最後まで合法な店舗として残ったが、2009年5月20日に取り壊しとなった。

## 施設
- 新町稲荷社 - 1923年（大正12年）3月3日に新町遊廓鎮守として創建された。